# Kaze Tachinu
Kaze Tachinu (jap. 風立ちぬ, dt. „der Wind hat sich erhoben“) ist ein Manga von Hayao Miyazaki, der von dessen Studio Ghibli auch als Anime-Film umgesetzt wurde und am 20. Juli 2013 in die japanischen sowie am 17. Juli 2014 als Wie der Wind sich hebt in die deutschen Kinos kam. Der Film wurde mehrfach ausgezeichnet und war in Japan auch kommerziell sehr erfolgreich. Film und Comic sind ein Porträt des Flugzeugkonstrukteurs Jirō Horikoshi, die Handlung ist jedoch weitgehend fiktiv.

## Handlung
Der Flugzeugkonstrukteur Jiro Horikoshi wuchs in den 1920er Jahren in Japan auf. Er erlebte das Kantō-Erdbeben 1923, die Wirtschaftskrise und den Aufstieg des Imperialismus im Kaiserreich Japan. Bereits in der Schulzeit interessierte sich Horikoshi für Flugzeuge. In Träumen wird ihm der italienische Flugzeugbauer Gianni Caproni zum Vorbild. Als er bei Mitsubishi zu arbeiten beginnt, wird der ältere Kurokawa sein Mentor. Horikoshi arbeitet sich nach oben. Zugleich freundete er sich mit Naoko Satomi an, die er beim Erdbeben kennenlernte. Schließlich heiraten beide, doch Naoko leidet an Tuberkulose. So lebt Horikoshi zwischen der Pflege seiner Frau und dem Entwurf von Kriegsflugzeugen. Seine bedeutendsten Konstruktionen werden die Mitsubishi A5M und Mitsubishi A6M, die – bekannt als „Zero“ – das leistungsfähigste japanische Jagdflugzeug seiner Zeit ist.

## Entstehung und Veröffentlichung
Der von Hayao Miyazaki gezeichnete Manga erschien beim Verlag Dainihon Kaiga in dessen Modellbau-Magazin Model Graphix von Ausgabe 4/2009 (25. Februar 2009) bis 1/2010 (25. November 2009), in dem bereits sein Manga Hikōtei Jidai, die Vorlage zu Porco Rosso, erschien. Das Werk besteht aus neun Kapiteln und basiert in Teilen auf Tatsuo Horis gleichnamiger Novelle. Eine Szene, in der Horikoshi vor den Eroberungsplänen Hitlers gewarnt wird, verweist auf Thomas Manns Der Zauberberg.
Das Porträt eines Konstrukteurs von Kriegswaffen war nicht nur nach Veröffentlichung des Films umstritten, sondern auch Miyazaki selbst war sich zunächst unsicher. Als er jedoch hörte, dass Horikoshi gesagt haben soll, dass er nur etwas Wunderschönes schaffen wollte, beschloss Miyazaki, sein Leben zum Thema zu machen. Dabei sollte das Leben des Konstrukteurs nicht beurteilt, sondern sein Schaffen und seine Hingabe für die Technik gezeigt werden. In einem Interview mit der Asahi Shimbun betonte Miyazaki, dass zwar der Krieg dumm gewesen sei, die „Zero“ aber zu den wenigen Leistungen aus dieser Zeit gehöre, auf die man stolz sein könne. Der Regisseur selbst ist seit seiner Kindheit begeistert von Kriegsflugzeugen. Bereits im Manga Hikōtei Jidai und dessen Verfilmung Porco Rosso, um einen italienischen Piloten und Luftpiraten, hatte Miyazaki seiner Begeisterung für Flugzeuge Ausdruck verliehen. Auch in weiteren Filmen wie Nausicaä aus dem Tal der Winde oder Kikis kleiner Lieferservice hat das Fliegen eine besondere Bedeutung.